# Сент-Джон, Кристофф
Кристофф Сент-Джон (англ. Kristoff St. John; 15 июля 1966, Нью-Йорк, США — 3 февраля 2019, Лос-Анджелес, США) — американский киноактёр, известный благодаря роли Нила Винтерса в сериале «Молодые и дерзкие», которая принесла ему 2 премии «Эмми» из 11 номинаций и 10 наград в NAACP Image Award.

## Биография
Кристофф Сент-Джон родился 15 июля 1966 года в Нью-Йорке в семье продюсера и актёра Кристофера Сент-Джона и конферансье Марии. Жил в Бриджпорте и Лос-Анджелесе.
3 февраля 2019 года актёр найден мёртвым в его доме в Лос-Анджелесе. По предварительным данным, причиной смерти является отравление алкоголем.

## Карьера
В возрасте 10 лет Кристофф снялся в главной роли в комедии «Большой Джон, маленький Джон». В мини-сериале 1979 года ABC «Корни: Следующие поколения» сыграл роль молодого Алекса Хейли. Небольшая роль Букера Брауна была в ситкоме ABC «Счастливые дни». В качестве бойфренда Дениз Хакстейбл появился в ранних эпизодах сериала «Шоу Косби». Первой главной и важной ролью можно считать исполнение Чарли Ричмонда-младшего в ситкоме CBS 1985 года «Charlie & Co.». Среди телесериалов — первая важная роль в мыльной опере «Generations». После отмены проекта в 1991 году Кристофф получает роль Нила Винтерса в сериале «Молодые и дерзкие», которую он отыгрывает на протяжении 26 лет.
В 1992 году он получил дневную премию «Эмми» за выдающуюся роль молодого актёра в драматическом сериале. В 2008 году Сент-Джон выиграл свою вторую дневную премию «Эмми», как выдающийся актёр второго плана в драматическом сериале.

## Личная жизнь
Сент-Джон был женат и дважды разведён. От первого брака с Миа Сент-Джон у него были сын Джулиан (1989—2014) и дочь Пэрис Николь (род. 1992). 23 ноября 2014 года Джулиан покончил с собой, находясь в психиатрической лечебнице и страдая психическим расстройством.
С 2001 по 2007 годы был женат на Алане Надаль, у пары была дочь Лола (род. 2003). 31 августа 2018 года объявил о помолвке с русской моделью Ксенией Михалевой.
Кристофф был веганом и защитником за права животных, дважды участвовал в компаниях организации PETA.

## Фильмография
| Год       |    | Русское название                 | Оригинальное название                  | Роль                       |
| --------- | -- | -------------------------------- | -------------------------------------- | -------------------------- |
| 1991—2019 | с  | Молодые и дерзкие                | The Young and the Restless             | Нил Винтерс / Neil Winters |
| 2012—2014 | с  | Семейное время                   | Family Time                            | Jack                       |
| 2013      | с  | Первая семья                     | The First Family                       | CJ                         |
| 2013      | ф  | 20 футов под землёй: И пала тьма | 20 Feet Below: The Darkness Descending | Smitty                     |
| 2014      | тф |                                  | Marry Us for Christmas                 | Lawrence                   |
| 2015      | тф |                                  | A Baby for Christmas                   | Lawrence                   |
| 2017      | тф | Рождественский круиз             | A Christmas Cruise                     | Джейк / Jake               |

## Награды и номинации
| Год  | Награда               | Категория                                                        | Работа            | Результат |
| ---- | --------------------- | ---------------------------------------------------------------- | ----------------- | --------- |
| 1986 | Молодой актёр         | Лучший молодой актёр в новом телесериале                         | Charlie & Co.     | Номинация |
| 1990 | Дневная премия «Эмми» | Лучшая мужская роль второго плана в драматическом телесериале    | Generations       | Номинация |
| 1991 | Дневная премия «Эмми» | Выдающийся молодой актёр в драматическом сериале                 | Generations       | Номинация |
| 1993 | Дневная премия «Эмми» | Выдающийся молодой актёр в драматическом сериале                 | Молодые и дерзкие | Победа    |
| 1993 | Дайджест мыльных опер | Лучший молодой актёр                                             | Молодые и дерзкие | Номинация |
| 1993 | NAACP Image Award     | Лучшая мужская роль в драматическом телесериале дневного времени | Молодые и дерзкие | Победа    |
| 1994 | NAACP Image Award     | Лучшая мужская роль в драматическом телесериале дневного времени | Молодые и дерзкие | Победа    |
| 1996 | NAACP Image Award     | Лучшая мужская роль в драматическом телесериале дневного времени | Молодые и дерзкие | Победа    |
| 1997 | NAACP Image Award     | Лучшая мужская роль в драматическом телесериале дневного времени | Молодые и дерзкие | Победа    |
| 1998 | NAACP Image Award     | Лучшая мужская роль в драматическом телесериале дневного времени | Молодые и дерзкие | Номинация |
| 1999 | NAACP Image Award     | Лучшая мужская роль в драматическом телесериале дневного времени | Молодые и дерзкие | Номинация |
| 2000 | NAACP Image Award     | Лучшая мужская роль в драматическом телесериале дневного времени | Молодые и дерзкие | Номинация |
| 2001 | NAACP Image Award     | Лучшая мужская роль в драматическом телесериале дневного времени | Молодые и дерзкие | Номинация |
| 2002 | NAACP Image Award     | Лучшая мужская роль в драматическом телесериале дневного времени | Молодые и дерзкие | Номинация |
| 2003 | NAACP Image Award     | Лучшая мужская роль в драматическом телесериале дневного времени | Молодые и дерзкие | Победа    |
| 2003 | Дайджест мыльных опер | Выдающийся актёр второго плана                                   | Молодые и дерзкие | Номинация |
| 2004 | NAACP Image Award     | Лучшая мужская роль в драматическом телесериале дневного времени | Молодые и дерзкие | Победа    |
| 2005 | NAACP Image Award     | Лучшая мужская роль в драматическом телесериале дневного времени | Молодые и дерзкие | Номинация |
| 2006 | NAACP Image Award     | Лучшая мужская роль в драматическом телесериале дневного времени | Молодые и дерзкие | Номинация |
| 2007 | NAACP Image Award     | Лучшая мужская роль в драматическом телесериале дневного времени | Молодые и дерзкие | Победа    |
| 2007 | Дневная премия «Эмми» | Лучшая мужская роль второго плана в драматическом телесериале    | Молодые и дерзкие | Номинация |
| 2008 | Дневная премия «Эмми» | Лучшая мужская роль второго плана в драматическом телесериале    | Молодые и дерзкие | Победа    |
| 2008 | NAACP Image Award     | Лучшая мужская роль в драматическом телесериале дневного времени | Молодые и дерзкие | Победа    |
| 2013 | NAACP Image Award     | Лучшая мужская роль в драматическом телесериале дневного времени | Молодые и дерзкие | Победа    |
| 2014 | NAACP Image Award     | Лучшая мужская роль в драматическом телесериале дневного времени | Молодые и дерзкие | Победа    |
| 2015 | Дневная премия «Эмми» | Лучшая мужская роль второго плана в драматическом телесериале    | Молодые и дерзкие | Номинация |
| 2016 | Дневная премия «Эмми» | Лучшая мужская роль в драматическом телесериале                  | Молодые и дерзкие | Номинация |
| 2017 | Дневная премия «Эмми» | Лучшая мужская роль в драматическом телесериале                  | Молодые и дерзкие | Номинация |